# Page Two
Page Two (cách điệu PAGE TWO) là đĩa đơn mở rộng (EP) thứ hai của nhóm nhạc nữ Hàn Quốc Twice. Album được JYP Entertainment phát hành ở cả dạng kỹ thuật số và dạng bản thuần vào ngày 25 tháng 4 năm 2016 và phân phối bởi KT Music. Album gồm bảy ca khúc, bao gồm cả đĩa đơn dẫn đường, "Cheer Up". Page Two là album của nhóm nhạc nữ K-pop có doanh số tuần đầu cao nhất trong năm 2016.
"Cheer Up" được sáng tác bởi Black Eyed Pilseung, đó là một ca khúc hòa trộn nhiều thể loại âm nhạc khác nhau. Và trong MV của ca khúc này, các thành viên đã đóng giả các nhân vật từ những bộ phim kinh điển nổi tiếng, MV được lan truyền rộng trên YouTube ngay sau khi phát hành, đạt bảy triệu lượt xem trong hai ngày.

## Bối cảnh và phát hành
Ngày 11 tháng 4 năm 2016, JYP Entertainment đã thông báo lên Facebook và SNS của Twice rằng nhóm sẽ phát hành mini album thứ hai mang tên "Page Two" và ca khúc chủ đề "Cheer up" vào ngày 25 tháng 4. Album được chia làm hai phiên bản là Mint và Pink, được phát hành theo định dạng CD. Trong đó có 30.000 bản giới hạn có bìa do thành viên Chae Young thiết kế. Album cũng được phát hành dưới dạng tải kỹ thuật số trên các cổng âm nhạc.

## Sáng tác
Ca khúc chủ đề "Cheer Up", có lời bài hát được viết bởi Sam Lewis và được phổ nhạc bởi Black Eyed Pilseung, cùng một đội ngũ đã sáng tác hit "Like Ooh-Ahh" của Twice trong album ra mắt trước. "Cheer Up" là một ca khúc dòng nhạc dance-pop kết hợp nhiều thể loại, bao gồm cả hip hop, tropical house, đánh trống trống và bass; hỗn hợp này được mô tả là "color pop ". Ca khúc thứ hai trong album là một phiên bản remake từ đĩa đơn của Park Ji-yoon năm 1998 là "Precious Love", được viết bởi Park Jin-young (J. Y. Park). Bài hát đã được sắp xếp lại trong một điệu nhảy theo phong cách house dance với thiết bị điện tử và nhịp điệu hip hop, và đoạn rap mới được viết bởi Chaeyoung.
"Touchdown" đã được miêu tả như là "những bước nhảy mạnh mẽ với nhịp điệu năng động, những giai điệu, những hiệu ứng âm thanh mạnh mẽ". "Tuk Tok" là một bản nhạc dance-pop với các yếu tố của dòng nhạc soul và trap, được lấy cảm hứng từ video teaser của Sixteen. "Woohoo" được miêu tả là một ca khúc hip hop với "nhịp đập groovy", và "My Headphones On" là một bản pop ballad về sự tan vỡ của một cô gái. Ca khúc thứ bảy, "I Gonna Be a Star" (bài hát chủ đề của Sixteen) chỉ có trên phiên bản CD của album.

## Quảng bá
Ngày 26 tháng 4 năm 2016, Twice đã tổ chức showcase giới thiệu sự trở lại của nhóm tại hội trường Yes24 ở Gwangjin-gu, Seoul, Hàn Quốc. Tại showcase này cũng là lần đầu nhóm biểu diễn "Woohoo", "Touchdown", "Precious Love" và "Cheer Up", được phát sóng trực tiếp qua ứng dụng V Naver. Sau đó nhóm quảng bá album với một loạt các buổi biểu diễn trực tiếp trên truyền hình trong các chương trình âm nhạc khác nhau. Chương trình âm nhạc đầu tiên họ xuất hiện là M! Countdown vào ngày 28 tháng 4, nhóm đã biểu diễn "Cheer Up" và "Touchdown". Vũ đạo của "Cheer Up" được thay đổi một chút sau khi "Shy shy shy" phần hát của Sana (phát âm là "sha sha sha") đã trở thành một meme lan truyền.
Một tuần sau, Twice lần đầu giành chiến thắng cúp chương trình âm nhạc trên M! Countdown vào ngày 5 tháng 5, và cũng giành được cúp trên Music Bank và Inkigayo trong cùng một tuần. Nhóm kết thúc quảng bá album vào ngày 29 tháng 5 với một màn biểu diễn trên Inkigayo, tổng cộng giành được mười một giải thưởng cúp chương trình ca nhạc. Chiếc cúp ngày 27 tháng đã được Music Bank thay đổi vì ban đầu được trao cho AOA trước khi các nhà sản xuất của chương trình thừa nhận họ đã tính nhầm điểm album.

## Tiếp nhận của nhà phê bình

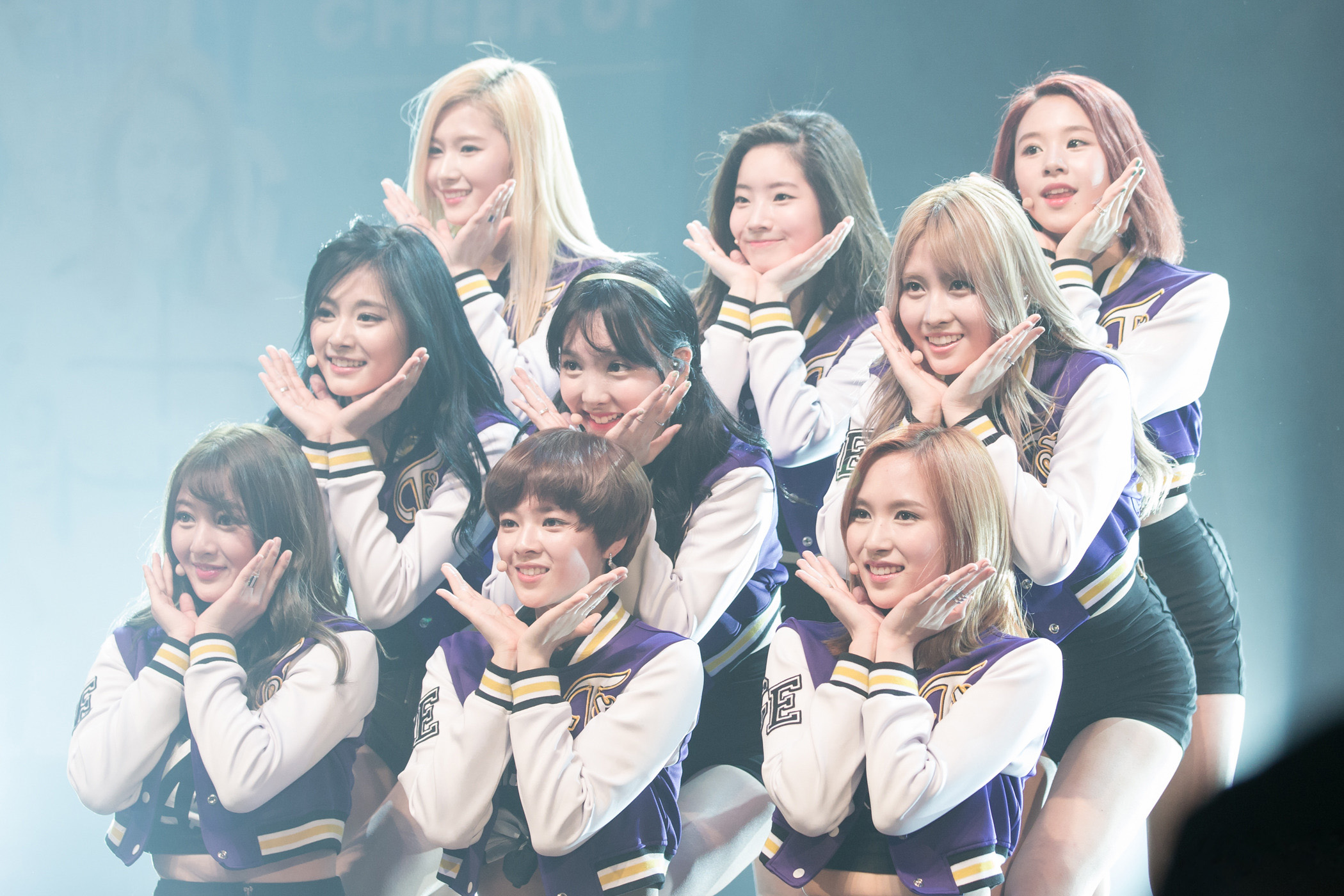
Twice biểu diễn "Cheer Up" tại showcase vào ngày 25 tháng 4 năm 2016

Kim Hyang-min của tờ Korea JoongAng Daily đã đưa một đánh giá hỗn hợp dành cho album này, miêu tả các ca khúc như "truyền cảm hứng cao và tươi vui" và "thường làm cho khan khoái và dí dỏm" nhưng tiếc rằng album thiếu đi sự đa dạng thể loại. Kim chú ý rằng những căng thẳng trong lời bài hát chủ đề đã được "nhấn mạnh" qua những âm thanh hip-hop và electronic của nó, mặc dù bài hát đã quá lặp đi lặp lại, và khen ngợi "Touchdown" vì "âm thanh mạnh mẽ" của nó và mang đến một giảm giác tràn đầy năng lượng.

### Diễn biến thương mại
Page Two đứng vị trí số 2 trên bảng xếp hạng Album Gaon và số 6 trên bảng xếp hạng album thế giới Billboard, với 80.686 bản được bán ra trong tháng tư. Album này có doanh số bán hàng tuần đầu tiên cao nhất đối với nhóm nhạc nữ K-pop năm 2016. Theo đại diện của JYP, 30.000 album phiên bản giới hạn đặt hàng trước đã bán sạch trước khi phát hành chính thức. Tính đến ngày 1 tháng 9, album này đã bán được hơn 150.000 bản.
Các bài hát trong album cũng có diễn biến tốt về mặt nhạc số (digital). "Cheer Up" xếp ở vị trí quán quân trên Gaon Digital Chart và số 3 trên Billboard World Digital Song Sales. "Precious Love" và "Touchdown" cũng lần lượt lọt vào bảng xếp hạng Gaon Digital Chart tại vị trí 73 và 86. "Cheer Up" trở lại vị trí quán quân trên bảng xếp hạng này trong hai tuần sau đó.

## Danh sách bài hát
| Tải nhạc số      | Tải nhạc số                                       | Tải nhạc số                                     | Tải nhạc số                                                                    | Tải nhạc số            | Tải nhạc số |
| STT              | Nhan đề                                           | Phổ lời                                         | Phổ nhạc                                                                       | Biên khúc              | Thời lượng  |
| ---------------- | ------------------------------------------------- | ----------------------------------------------- | ------------------------------------------------------------------------------ | ---------------------- | ----------- |
| 1.               | "Cheer Up"                                        | Sam Lewis                                       | Black Eyed Pilseung                                                            | Rado                   | 3:28        |
| 2.               | "Precious Love" (소중한 사랑; Sojunghan Sarang)   | J. Y. Park "The Asiansoul" Son Chae-young (rap) | Park                                                                           | Hong Ji-sang           | 3:51        |
| 3.               | "Touchdown"                                       | Mafly                                           | Krissie Karlsson Karl Karlsson Nicki Karlsson EJ Show (Zoobeater Sound)        | The Karlsson's EJ Show | 3:23        |
| 4.               | "Tuk Tok" (툭하면 톡; Tukhamyeon Tok)             | Kim Min-ji (Jam Factory)                        | Choi Jin-suk Ronald "AV" Ndlovu Emmanuel Jimenez Courtney Woolsey Stacy Hebert | Choi                   | 3:17        |
| 5.               | "Woohoo"                                          | Glory Face [ a ] Jinri                          | Glory Face                                                                     | Glory Face             | 3:22        |
| 6.               | "My Headphones On" (Headphone 써; Headphone Sseo) | Kim Eun-soo                                     | Didrik Thott Niclas Kings Ylva Dimberg                                         | Kings                  | 3:17        |
| Tổng thời lượng: | Tổng thời lượng:                                  | Tổng thời lượng:                                | Tổng thời lượng:                                                               | Tổng thời lượng:       | 20:37       |

| Bài hát bổ sung  | Bài hát bổ sung       | Bài hát bổ sung  | Bài hát bổ sung                                                                     | Bài hát bổ sung  | Bài hát bổ sung |
| STT              | Nhan đề               | Phổ lời          | Phổ nhạc                                                                            | Biên khúc        | Thời lượng      |
| ---------------- | --------------------- | ---------------- | ----------------------------------------------------------------------------------- | ---------------- | --------------- |
| 7.               | "I'm Gonna Be a Star" | Park Olltii      | Park Frants The Vanderveers (Ebony Rae Vanderveer and Bruce "Automatic" Vanderveer) | Park Frants      | 3:18            |
| Tổng thời lượng: | Tổng thời lượng:      | Tổng thời lượng: | Tổng thời lượng:                                                                    | Tổng thời lượng: | 23:55           |

| Thailand Edition bonus DVD | Thailand Edition bonus DVD                                 | Thailand Edition bonus DVD |
| STT                        | Nhan đề                                                    | Thời lượng                 |
| -------------------------- | ---------------------------------------------------------- | -------------------------- |
| 1.                         | "Cheer Up" (Music Video)                                   |                            |
| 2.                         | "Cheer Up" (Teaser 1)                                      |                            |
| 3.                         | "Cheer Up" (Teaser 2)                                      |                            |
| 4.                         | "Cheer Up" (Teaser 3)                                      |                            |
| 5.                         | "Cheer Up" (Teaser 4)                                      |                            |
| 6.                         | "Cheer Up" (Music Video Teaser 1)                          |                            |
| 7.                         | "Cheer Up" (Music Video Teaser 2)                          |                            |
| 8.                         | "Special Interview" (Phỏng vấn đặc biệt dành cho fan Thái) |                            |

## Sản xuất nội dung
Địa điểm
- Thu âm, thiết kế và phối hợp tại JYPE Studios, Seoul, Hàn Quốc
- Được giám chế tại Suono Mastering, Seoul, Hàn Quốc

Nhân sự
- J. Y. Park "The Asiansoul" – Nhà sản xuất session sắp đặt nhạc phổ (cho ca khúc "I'm Gonna Be a Star")
- Black Eyed Pilseung – Đồng sản xuất
- Lee Ji-young – chỉ đạo và phối hợp (A&R)
- Jang Ha-na – âm nhạc (A&R)
- Kim Yeo-ju (Jane Kim) – âm nhạc (A&R)
- Kim Ji-hyeong – nhà sản xuất (A&R)
- Kim Hyeon-jun – nhà sản xuất (A&R)
- Kim Bo-hyeon – thiết kế (A&R)
- Kim Yong-woon "goodyear" – kỹ sư thu âm và pha trộn
- Choi Hye-jin – kỹ sư thu âm, hỗ trợ pha trộn
- Jang Hong-seok – kỹ sư hỗ trợ pha trộn
- Lee Tae-seop – kỹ sư pha trộn
- Choi Hong-young – kỹ sư pha trộn
- Go Ji-seon – kỹ sư hỗ trợ pha trộn
- Park Nam-yong – biên đạo nhảy
- Yoon Hee-so – biên đạo nhảy
- Jang Deok-hee – nhếp ảnh gia
- Kang Hye-in – thiết kế album
- Kim Jae-yoon – thiết kế album
- Park Ju-hee – thiết kế album
- Kim Young-jo – đạo diễn MV
- Yoo Seung-woo – đạo diễn MV
- Choi Hee-seon – chỉ đạo style
- Im Ji-yeon – chỉ đạo style
- Park Nae-ju – chỉ đạo làm tóc
- Won Jeong-yo – chỉ đạo trang điểm
- Rado – Sắp đặt session và lập trình (cho ca khúc "Cheer Up")
- Jihyo – giọng nền (cho ca khúc "Cheer Up", "Tuk Tok", "My Headphones On")
- Hong Ji-sang – Sắp đặt session và lập trình (cho ca khúc "Precious Love")
- The Karlsson's – Sắp đặt session và lập trình (cho ca khúc "Touchdown")
- EJ Show – Sắp đặt session và lập trình (cho ca khúc "Touchdown")
- Twice – giọng nền (cho ca khúc "Touchdown")
- Choi Jin-seok – Sắp đặt session và lập trình (cho ca khúc "Tuk Tok")
- Daniel Kim – chỉ đạo giọng hát (cho ca khúc "Tuk Tok"), nhà sản xuất vocal (cho ca khúc "My Headphones On")
- Gong Hyeon-sik – Sắp đặt session, lập trình và giọng nền (cho ca khúc "Woohoo")
- Jang Jun-ho – Sắp đặt session và lập trình (cho ca khúc "Woohoo")
- Jinri – giọng nền (cho ca khúc "Woohoo")
- Niclas Kings – Sắp đặt session và lập trình (cho ca khúc "My Headphones On")
- Frants – Sắp đặt session và lập trình (cho ca khúc "I'm Gonna Be a Star")

Công trạng được ghi nhận tại nguồn ghi chú trên đĩa mở rộng.

## Bảng xếp hạng
| Bảng xếp hạng (2016)        | Vị trí cao nhất |
| --------------------------- | --------------- |
| Album Nhật Bản (Oricon)     | 16              |
| Album Hàn Quốc (Gaon)       | 2               |
| US World Albums (Billboard) | 6               |

| Bảng xếp hạng (2016)  | Vị trí |
| --------------------- | ------ |
| Album Hàn Quốc (Gaon) | 13     |

| Bảng xếp hạng (2017)  | Vị trí |
| --------------------- | ------ |
| Album Hàn Quốc (Gaon) | 69     |

## Giải thưởng và đề cử
| Năm  | Lễ trao giải                | Đề cử cho | Hạng mục               | Kết quả | Nguồn  |
| ---- | --------------------------- | --------- | ---------------------- | ------- | ------ |
| 2016 | 8th Melon Music Awards      | Page Two  | Daesang: Album của năm | Đề cử   | [ 37 ] |
| 2016 | 18th Mnet Asian Music Award | Page Two  | Daesang: Album của năm | Đề cử   | [ 38 ] |
| 2017 | 6th Gaon Chart Music Awards | Page Two  | Album của năm - Quý 2  | Đề cử   | [ 39 ] |

## Lịch sử phát hành
| Khu vực   | Ngày                                   | Định dạng   | Nhà phân phối                              | Nguồn  |
| --------- | -------------------------------------- | ----------- | ------------------------------------------ | ------ |
| Toàn quốc | 25 tháng 4 năm 2016                    | Tải nhạc số | JYP Entertainment KT Music                 | [ 40 ] |
| Hàn Quốc  | 25 tháng 4 năm 2016                    | Tải nhạc số | JYP Entertainment KT Music                 | [ 41 ] |
| Hàn Quốc  | 25 tháng 4 năm 2016                    | CD          | JYP Entertainment KT Music                 | [ 42 ] |
| Thái Lan  | 30 tháng 9 năm 2016 (Thailand edition) | CD, DVD     | JYP Entertainment BEC-TERO\|BEC-Tero Music | [ 31 ] |

## Chú giải
1. ↑  Glory Face (tiếng Hàn: 영광의얼굴들; Romaja: Yeong-gwang-ui Eolguldeul) là một đội viết lời bài hát bao gồm Jang Jun-ho và Gong Hyeon-sik, dưới sự quản lý của công ty Duble Kick Entertainment